# Prosopocera violaceomarmorata
Prosopocera violaceomarmorata là một loài bọ cánh cứng trong họ Cerambycidae.